# دالاس ووكر
دالاس ووكر (بالإنجليزية: Dallas Walker)‏ هو لاعب كرة قدم أمريكية أمريكي، ولد في 22 فبراير 1988 في ممفيس في الولايات المتحدة.

## وصلات خارجية
- دالاس ووكر على موقع مرجع كرة القدم المحترفة.كوم (الإنجليزية)